# Iridis Alpha
Iridis Alpha, scritto anche Iridis α in copertina, è un videogioco sparatutto a scorrimento fantascientifico sviluppato da Jeff Minter e pubblicato nel 1986 per Commodore 64 dalla Hewson.
È ispirato al classico Defender, ma con propri tratti distintivi, in particolare la possibilità di trasformare l'astronave in un veicolo di terra simile a un insetto saltellante, e la presenza di una doppia area di gioco speculare. È caratterizzato da effetti di colore psichedelici, tipici di Minter.

## Trama
Il pianeta Iridis Alpha è stato lasciato dai suoi antichi abitanti pieno di sistemi di difesa. Oltre agli armamenti, per confondere gli osservatori allestirono un campo di realtà multifase, che permette all'intero pianeta di esistere in due realtà contemporaneamente, e in cinque distinte modalità possibili. Gli umani inviano il robot armato Gilby, il solo in grado di affrontare questo tipo di realtà multipla, per conquistare il pianeta

## Modalità di gioco
La schermata di gioco è divisa orizzontalmente in tre parti:
- Nella fascia superiore avviene inizialmente l'azione di gioco. Lo scenario è un cielo stellato sopra una superficie planetaria, con vista bidimensionale a scorrimento orizzontale in entrambi i versi.
- La fascia al centro dello schermo è destinata, avanzando nel gioco, a mostrare uno scenario speculare, che scorre come quello superiore, ma capovolto, con il terreno in alto e il cielo in basso. Tuttavia, per facilitare i principianti, fino al terzo livello questa fascia è inattiva e mostra solo una legenda degli elementi dello scenario.
- La parte inferiore dello schermo è occupata da un pannello informativo.

Il giocatore pilota la navicella robotica Gilby che può viaggiare a destra e sinistra, a varie velocità e altitudini, e sparare in orizzontale. Quando si trova sopra un tipo di terreno identificato come Core ("nucleo") il giocatore può farla atterrare e trasformarla in un robot bipede, che cammina a destra e sinistra, salta, e spara proiettili con traiettoria a parabola in varie direzioni. Quando è sul terreno non Core (nel primo pianeta è il terreno acquatico) il robot si può ritrasformare in navicella.
I nemici sono navicelle o creature che volano o saltellano. Arrivano a ondate dello stesso tipo e per superare un livello bisogna eliminarli tutti; il numero di nemici rimasti nell'ondata è indicato nel pannello informativo in esadecimale. Il punteggio che si guadagna dalle uccisioni è proporzionale alla velocità di Gilby in quel momento.
Quando ci si scontra con un nemico si perde parte dell'energia, mentre distruggendoli si guadagna energia. Oltre che dall'indicatore a barra nel pannello, le condizioni dell'energia sono rappresentate dal colore di Gilby, più scuro quando diminuisce e più chiaro quando aumenta. Sia l'esaurimento dell'energia, sia l'aumento oltre il massimo, causano la distruzione di Gilby e la perdita di una vita. Perciò quando l'energia è troppo alta può essere opportuno lasciarsi colpire di proposito dai nemici.
Un altro modo per smaltire l'energia in eccesso è atterrare sul Core, in tal modo verrà parzialmente trasferita riempiendo un altro indicatore. In seguito se si è in difetto di energia si può riprendere quella scaricata sul Core.
Dal quarto livello in poi si attiva la seconda area dello schermo, che mostra lo scenario capovolto, con un altro Gilby che si muove in modo uguale e contrario al primo. Il giocatore può controllare alternativamente il Gilby di sopra o quello di sotto. Quello non controllato è di colore grigio fisso, e sebbene appaia in azione contro i nemici, non fa né subisce danni.
Per cambiare da un Gilby all'altro si deve passare attraverso uno degli anelli che vengono rilasciati temporaneamente dai nemici distrutti, senza sparare all'anello.
L'energia, il livello, il punteggio, e i nemici da abbattere, sono distinti e indicati separatamente per i due Gilby. Le vite invece sono in comune e quando si distrugge uno si distrugge anche l'altro.
Inoltre per ciascun Gilby è presente l'"entropia", rappresentata da un'icona del robot che cambia colore. Il Gilby non controllato perde gradualmente entropia, distruggendosi quando la esaurisce, e la recupera quando il giocatore ne prende il controllo. Ciò rende necessario al giocatore passare ogni tanto tra i due Gilby.
L'intero gioco comprende 5 pianeti, ciascuno con 20 livelli. Ogni pianeta ha un proprio aspetto della superficie e gruppi di nemici diversi, ed è rappresentato da una diversa icona nel pannello. Si può cambiare pianeta passando attraverso un apposito portale che si trova sullo scenario. Gli altri pianeti diventano accessibili man mano che si avanza di livello, in modo indipendente per ciascun Gilby.
La schermata di pausa mostra lo stato di avanzamento dei livelli in tutti i pianeti.
Quando si scarica il massimo di energia nel Core si affronta un sottogioco bonus su una schermata a parte, dove un solo Gilby appare su uno scenario visto dall'alto a scorrimento verticale. Gilby si muove in tutte le direzioni, ma rimbalza come una pallina contro gli ostacoli. Lo scopo è arrivare a fine percorso, evitando un serpentone nemico composto da una serie di occhi. 
Ci sono infine due minigiochi non correlati con tutto il resto, accessibili durante il gioco premendo un tasto non menzionato nel manuale. In Made in France un raggio colorato viaggia per lo schermo e lo si deve guidare verso un obiettivo piazzandogli di fronte dei piccoli specchi che lo deviano di 90°. In DNA, che è un demo più che un vero gioco, si cambiano i parametri di animazione di una doppia elica per ottenere effetti visivi. Made in France è una variante di Deflex, uno dei primi giochi della Llamasoft di Jeff Minter.

## Sviluppo
Iridis Alpha era un titolo molto particolare, realizzato con il metodo dell'improvvisazione, senza un preciso design. L'autore Jeff Minter dichiarò esplicitamente di essersi ispirato a Defender. Minter, all'epoca uno dei programmatori inglesi più discussi, pubblicò un lungo diario dello sviluppo sulla rivista Zzap!64, poi tradotto anche sulla Zzap! italiana. Qui sostiene che lavorò da solo e iniziò l'opera il 29 gennaio 1986, servendosi di un assembler per Commodore 128 e partendo dallo sviluppo di una procedura per creare un campo stellare scorrevole sfruttando un solo sprite. Era presente fin dall'inizio l'idea del personaggio che cammina sulla superficie planetaria e si può trasformare in astronave per sorvolarla a velocità anche molto alte, mentre il resto del design si fece strada facendo. Un demo giocabile fu presentato al Commodore Show durante l'anno ed ebbe già successo tra i visitatori. Lo sviluppo, occasionalmente interrotto dal lavoro su Colourspace per Atari ST, fu completato intorno a settembre 1986.

## Accoglienza
Iridis Alpha fu apprezzato dalla critica europea, ricevendo molti giudizi decisamente buoni e alcuni perlomeno sufficienti. La rivista Zzap! fu particolarmente entusiasta, considerandolo all'epoca il miglior sparatutto per Commodore 64, ma anche molto frenetico e impegnativo e non adatto a tutti.